# Morti nel 1202
| Questa pagina contiene informazioni ricavate automaticamente dalle voci biografiche con l'ausilio del template Bio e di un bot. L'aggiornamento è periodico e automatico e ricostruisce completamente la pagina. Se manca una persona in questa lista, sei pregato di non aggiungerla, ma accertati piuttosto che la sua voce biografica contenga il template Bio e che i dati anagrafici siano correttamente compilati. Se il template Bio manca, inseriscilo tu stesso o, in alternativa, metti l'avviso {{tmp\|Bio}} che ne segnala la mancanza. Se i dati riportati sono sbagliati, correggi direttamente la voce biografica; le modifiche saranno visibili in questa lista entro pochi giorni. Per chiarimenti vedi il progetto biografie. La lista contiene solo le 26 persone che sono citate nell'enciclopedia e per le quali è stato implementato correttamente il template Bio. Pagina aggiornata al 18 ago 2025. |

- 9 gennaio - Birger Brosa, militare svedese
- 9 marzo - Sverre I di Norvegia, sovrano norvegese (n. 1145)
- 13 marzo - Miecislao III di Polonia, nobile polacco (n. 1121)
- 30 marzo - Gioacchino da Fiore, abate, teologo e filosofo italiano
- 2 maggio - Folco di Neuilly, religioso francese
- 10 maggio - Mu'adzam Shah di Kedah, sovrano malese
- 16 giugno - Ademaro III d'Angoulême, conte
- 9 agosto - Jakuren, poeta giapponese (n. 1139)
- 10 agosto - Ulrico II di Carinzia, nobile tedesco
- 17 agosto - Alberto da Chiatina, religioso italiano (n. 1135)
- 7 settembre - Guglielmo dalle Bianche Mani, cardinale e arcivescovo cattolico francese (n. 1135)
- 12 novembre - Canuto VI di Danimarca, re (n. 1163)
- 3 dicembre - Corrado di Querfurt, vescovo cattolico tedesco
- 8 dicembre - Sofia di Savoia, nobildonna italiana (n. 1165)
- Eugenius Amiratus, traduttore italiano
- Geoffroy de Donjon, francese
- Ioscio di Tiro, arcivescovo cattolico franco
- Kojijū, poeta giapponese (n. 1121)
- Inge Magnusson, nobile norvegese
- Pedro Manrique de Lara, nobile spagnolo
- Marcovaldo di Annweiler, romano
- Montefeltrano I da Montefeltro, condottiero e politico italiano
- Reginaldo de Grenier, cavaliere medievale francese
- Hamelin de Warenne, cavaliere medievale e nobile inglese
- Aimaro Monaco dei Corbizzi, patriarca cattolico, scrittore e poeta italiano
- Andrea di Chavigny, militare francese (n. 1150)